# There Goes Another Love Song
"There Goes Another Love Song" is een nummer van de Amerikaanse band Outlaws. Het verscheen op hun debuutalbum Outlaws uit 1975. In augustus van dat jaar werd het uitgebracht als de enige single van het album.

## Achtergrond
"There Goes Another Love Song" is geschreven door zanger en gitarist Hughie Thomasson en drummer Monte Yoho en geproduceerd door Paul Rothchild. Het wordt gezongen door Thomasson, die samen met Billy Jones en Henry Paul een van de drie zangers van de band is. Het werd een van de grootste hits van de band en bereikte plaats 34 in de Amerikaanse Billboard Hot 100. Ook was het een van hun weinige singles met internationaal succes; in Nederland piekte deze op de dertigste plaats in de Top 40 en op positie 24 in de Nationale Hitparade.

## Hitnoteringen

### Nederlandse Top 40
| Hitnotering: 15-11-1975 t/m 06-12-1975 | Hitnotering: 15-11-1975 t/m 06-12-1975 | Hitnotering: 15-11-1975 t/m 06-12-1975 | Hitnotering: 15-11-1975 t/m 06-12-1975 | Hitnotering: 15-11-1975 t/m 06-12-1975 | Hitnotering: 15-11-1975 t/m 06-12-1975 |
| Week                                   | 1                                      | 2                                      | 3                                      | 4                                      |                                        |
| -------------------------------------- | -------------------------------------- | -------------------------------------- | -------------------------------------- | -------------------------------------- | -------------------------------------- |
| Nummer                                 | 35                                     | 30                                     | 30                                     | 38                                     | uit                                    |

### Nationale Hitparade
| Hitnotering: 08-11-1975 t/m 15-11-1975 | Hitnotering: 08-11-1975 t/m 15-11-1975 | Hitnotering: 08-11-1975 t/m 15-11-1975 | Hitnotering: 08-11-1975 t/m 15-11-1975 |
| Week                                   | 1                                      | 2                                      |                                        |
| -------------------------------------- | -------------------------------------- | -------------------------------------- | -------------------------------------- |
| Nummer                                 | 24                                     | 24                                     | uit                                    |

### NPO Radio 2 Top 2000
| Nummer met noteringen in de NPO Radio 2 Top 2000 | '00  | '01  |
| ------------------------------------------------ | ---- | ---- |
| There Goes Another Love Song                     | 1638 | 1376 |

1. ↑  Een vetgedrukt getal geeft de hoogste notering aan.
2. ↑  2000 was het eerste jaar met een notering voor dit nummer.
3. ↑  Deze tabel is bijgewerkt tot en met de laatste editie (2024).